# Glory Road
Glory Road är en amerikansk film från 2006 regisserad av James Gartner och producerad av Jerry Bruckheimer. Filmen är baserad på Don Haskins (1930–2008) storsäljande och kritikerrosade självbiografi med samma namn som gavs ut 2005.

## Handling
1966 utses den före detta basketspelaren Don Haskins till ny tränare för college-laget Texas Western Miners från El Paso. Han vill få fart på det nederlagstippade laget men saknar resurser och väljer därför en annourlunda väg som ingen förväntat sig. Han bestämmer sig för att rekrytera spelare efter talang och inte efter hudfärg och snart kommer svarta spelare från hela landet till El Paso för att spela i det nya laget, som slutligen består av fem vita och sju svarta. Det blir början på en fantastisk framgångssaga om en tränare och ett lag som trotsade alla oskrivna regler och normer i ett USA präglat av främlingsfientlighet och rasism och övervann dem.

## Rollista (urval)
- Josh Lucas - Don Haskins
- Derek Luke - Bobby Joe Hill
- Austin Nichols - Jerry Armstrong
- Jon Voight - Adolph Rupp
- Evan Jones - Moe Iba
- Emily Deschanel - Mary Haskins (fru Haskins)
- Mehcad Brooks - Harry Flournoy
- Sam Jones III - Willie Worsley